# Eines Morgens in der Hopkins-Street
Eines Morgens in der Hopkins-Street ist eine US-amerikanische Krimikomödie aus dem Jahr 1949 von Richard L. Bare mit Wayne Morris und Janis Paige in den Hauptrollen. Der Film wurde von Warner Bros. produziert und ist eine Neuverfilmung der 1934 entstandenen Komödie Tag, Nellie! von Mervyn LeRoy.

## Handlung
Der Zeuge Villman, der gegen den Ganoven Keever aussagen will, stirbt im Polizeigewahrsam. Der Redakteur Dave Joslin schreibt mehrere Artikel über die Unfähigkeit der Polizei und wird daraufhin von Keever bedroht. J. B. Grennell, der Herausgeber der Zeitung, fordert Dave auf, nicht mehr darüber zu berichten. Dave weigert sich und wird von seinem Posten suspendiert und zur Redaktion Hilfe für Liebeskranke versetzt. Seine Kollegin Kit Williams, die den Posten bislang besetzte, ist erfreut. Unzufrieden mit seiner neuen Position kündigt Dave.
Kit trifft in einer Bar auf den betrunkenen Dave. Sie schafft es, ihn zur Rückkehr in die Redaktion zu bewegen. Einige Zeit später sucht Billie Martin die Redaktion um Rat auf. Nach einem Streit mit ihrem Freund Carl Schrader ist der für einen Tag verschwunden und kann sich an nichts mehr erinnern, was an diesem Tag geschah. Als Dave mitbekommt, dass Carl in Keevers Nachtclub war, hört er aufmerksam zu. Er erfährt, dass es am gleichen Tag geschah, an dem Villman starb. Dave befragt Carl und sucht die Pension auf, in der Carl wieder zu sich kam. Der Manager kann nichts sagen, doch ein kleines Mädchen namens Madge erinnert sich, eine rothaarige Frau in einem Pelzmantel gesehen zu haben. Dave glaubt, dass es die gleiche Frau sei, mit der Carl vor seinem Filmriss sprach. 
Kit findet Daves Notizen und spricht selber mit Madge. Das Mädchen erinnert sich, die Hausnummer 248 gehört zu haben, als die Frau dem Taxifahrer ihre Adresse nannte. An den Straßennamen kann sich Madge nicht erinnern. Kit wird dabei von Marty Bremer, einer von Keevers Männern, beschattet. Bremer versucht erfolglos, Kit zu überfahren. Dann sucht er Carl auf und schickt ihn aus der Stadt. Während Carl packt, kommen Dave und Kit zur Pension. Bremer versteckt sich in der Küche. Kit bemerkt den halbgepackten Koffer und sieht Bremers Schatten. Als sie das Haus verlassen, informiert Kit Dave über ihre Beobachtungen. Kit wird klar, dass es sich bei der Adresse der Frau um 248 8th Street handeln muss. 
Während Kit die Polizei alarmiert, fährt Dave zu der Adresse. Die rothaarige Beth Roberts lebt dort mit Bremer zusammen. Der Polizei gibt er den Tipp, nach einer Verbindung zwischen Carl und Bremer zu forschen. Dave geht in den Nachtclub und ermittelt, dass eine dort angestellte Fotografin ein Foto von Carl geschossen hat. Dave und Kit finden das Negativ und erkennen, dass im Hintergrund Bremer Geld an den Gauner Eddie Macklin übergibt. Dave hegt den Verdacht, dass Macklin für den Mord an Villman bezahlt wurde. Dave zeigt Carl das Foto. Der erinnert sich, an der Bar Bremer das Foto gezeigt zu haben, kurz bevor er Beth kennenlernte. 
Mit dem Foto als Druckmittel bringt Dave Bremer dazu, gegen Keever auszusagen. Keever wird angeklagt,  Dave erhält seinen alten Posten zurück. Er stellt Kit vor die Wahl, entweder weiterhin Liebeskranke zu beraten oder stattdessen ihn zu heiraten. Kit nimmt seinen Antrag an.

## Produktion

### Hintergrund
Gedreht wurde der Film von Ende Juli bis Ende August 1948 in den Warner-Studios in Burbank.

### Stab
Don Alvarado arbeitete als Produktionsmanager.

### Besetzung
In kleinen nicht im Abspann erwähnten Nebenrollen traten Chick Chandler, George Chandler, Phyllis Coates, Billy Gray, Creighton Hale und Charles Lane als Manager auf. Ebenfalls ungenannt blieben Lila Leeds als Billie Martin, Doreen McCann als Madge und Jack Wise als Villman.

## Veröffentlichung
Die Premiere des Films fand am 10. September 1949 statt. In der Bundesrepublik Deutschland wurde er am 22. Februar 1964 im deutschen Fernsehen ausgestrahlt.

## Kritiken
Das Lexikon des internationalen Films schrieb: „Sehr durchschnittlicher US-Krimi mit komödiantischen Zügen.“
Bosley Crowther von der The New York Times bemängelte die beklagenswert schwache und kraftlose Geschichte. Die Dialoge seien müde, abgedroschen und  langweilig.